# ブガッティ・タイプ35

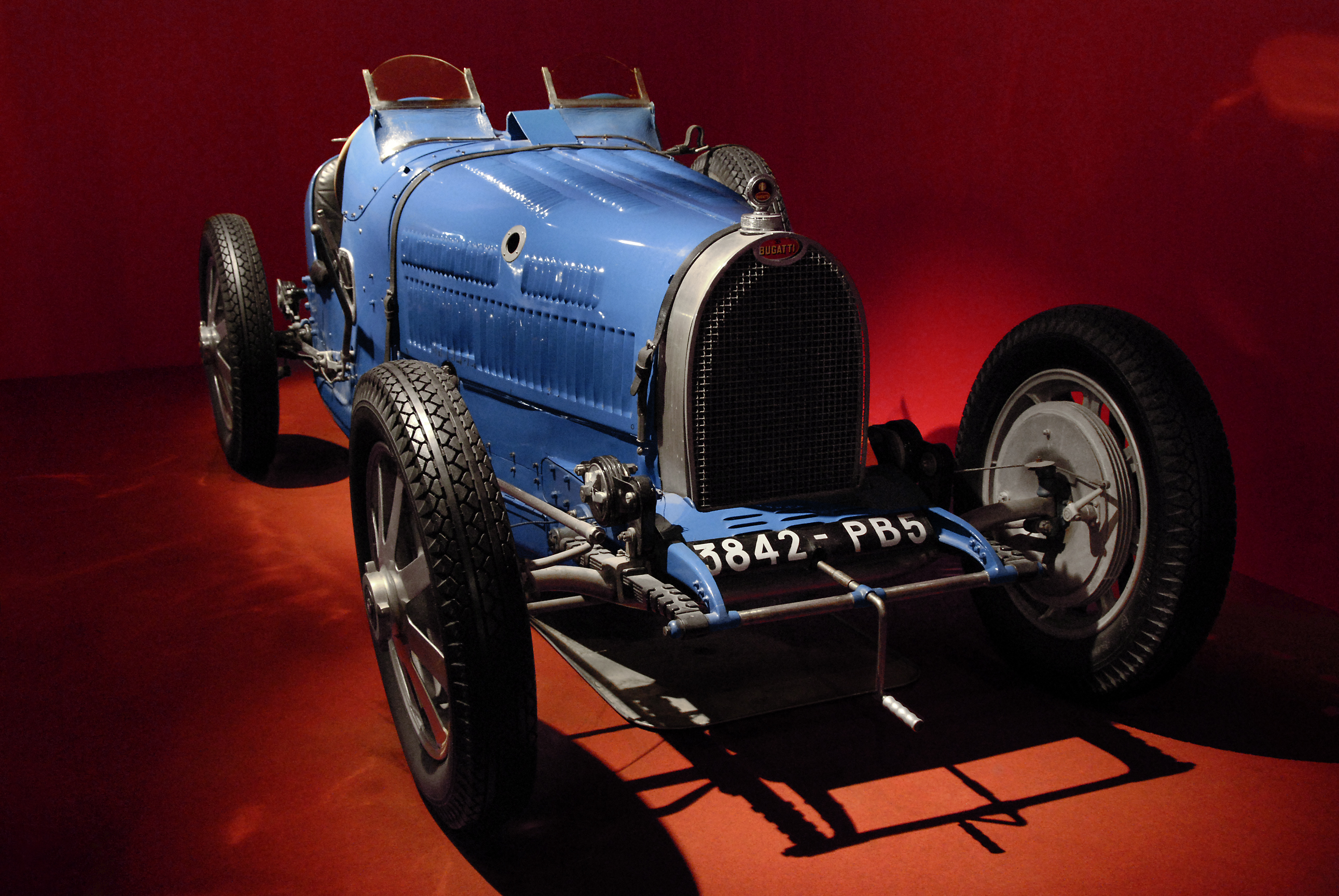
タイプ35B

タイプ35（Type35、T35 ）とは、ブガッティの最も成功したレーシングカーの傑作シリーズである。エットーレ・ブガッティによる独創的な設計で、1926年のグランプリ・チャンピオンを含む1,000勝以上の勝利を記録した。2年間で47の記録、351戦優勝は週当たり14戦勝利という驚異的なペースである。モナコグランプリでは1929年第1回と1930年第2回の連続優勝、タルガ・フローリオでは1925年から1929年まで、5年連続優勝をタイプ35によって達成した。これらの記録だけでなく、機能性を根拠とした美しい造形も極めて評価が高い。

## タイプ35

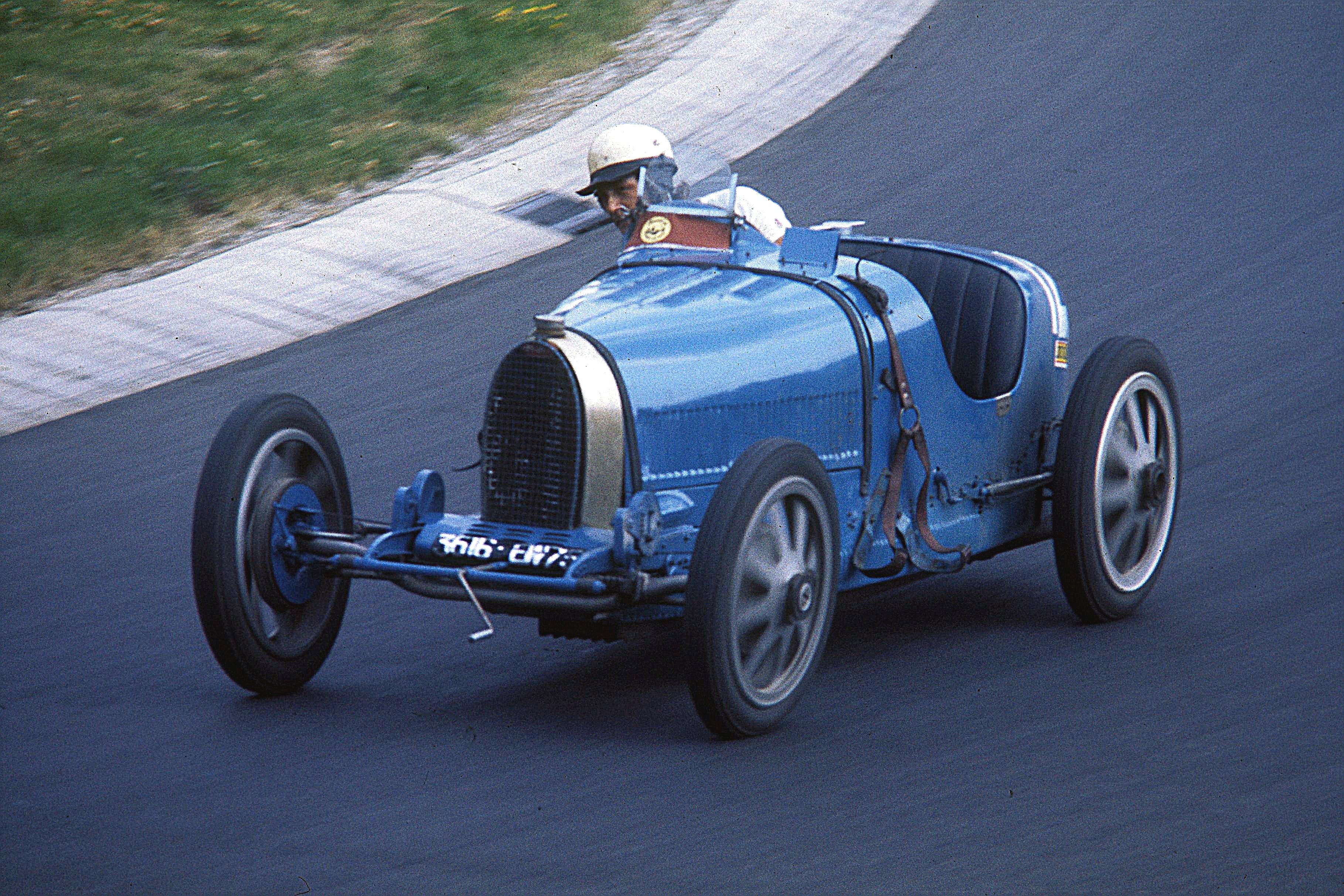
タイプ35 (1924)

オリジナルモデルであるタイプ35は1924年8月3日、リヨン・グランプリで登場した。タイプ29とともに登場した1,991cc3バルブのSOHC直列8気筒エンジンを搭載していた。他のブガッティ・モデルと同様のボアfφ60×ストローク88mm。96台が生産された。
新しいエンジンは5つのボールベアリングを用いていた。これによって最高回転は6,000rpmを許容し、90hp(67kW)を発生した。前後ともに固定軸とリーフスプリングのサスペンション、ブレーキはケーブルによるドラム式だった。世界で初めて使用されたアルミホイールは極めて特殊でブレーキドラムと一体で鋳造され、冷却性の向上、バネ下重量の軽減、整備性の向上まで実現した。また、前車軸を通るスプリングの構造も、それまでの自動車で用いられていたUボルトによる単純な取り付けとは一線を画しており、ブガッティの代名詞となった。
ボアをφ52mmに縮小して1,494ccとしたモデルや、直列8気筒1,100ccモデルも極少数作られた。
日本のテレビ番組『カーグラフィックTV』のタイトルバックに使用された。
諸元
- 長さ：3,680mm
- 幅：1,320mm
- ホイールベース：2,400mm
- トレッド：1,200mm
- 重量：750kg

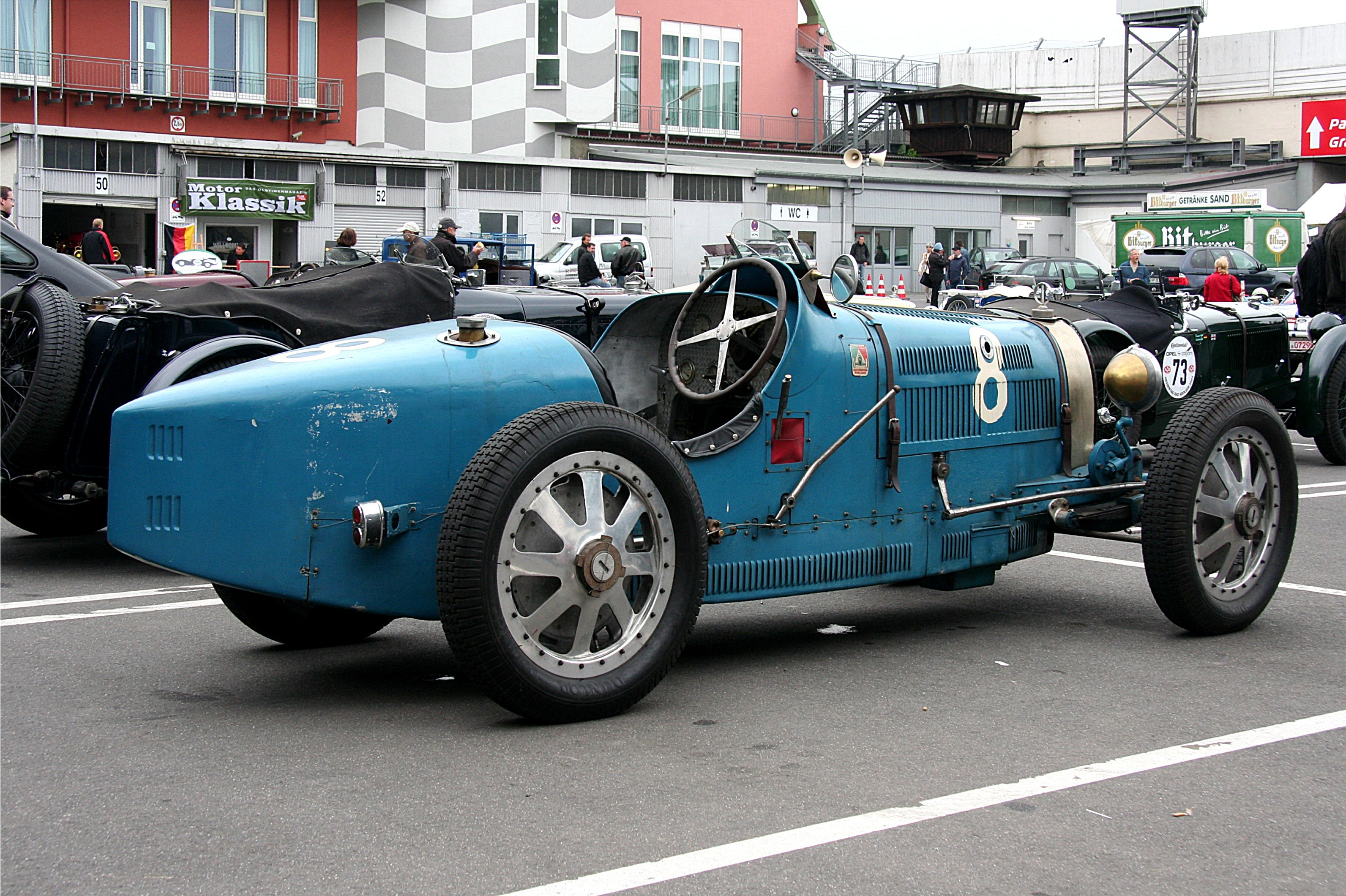
タイプ35B(1925)のリアスタイル
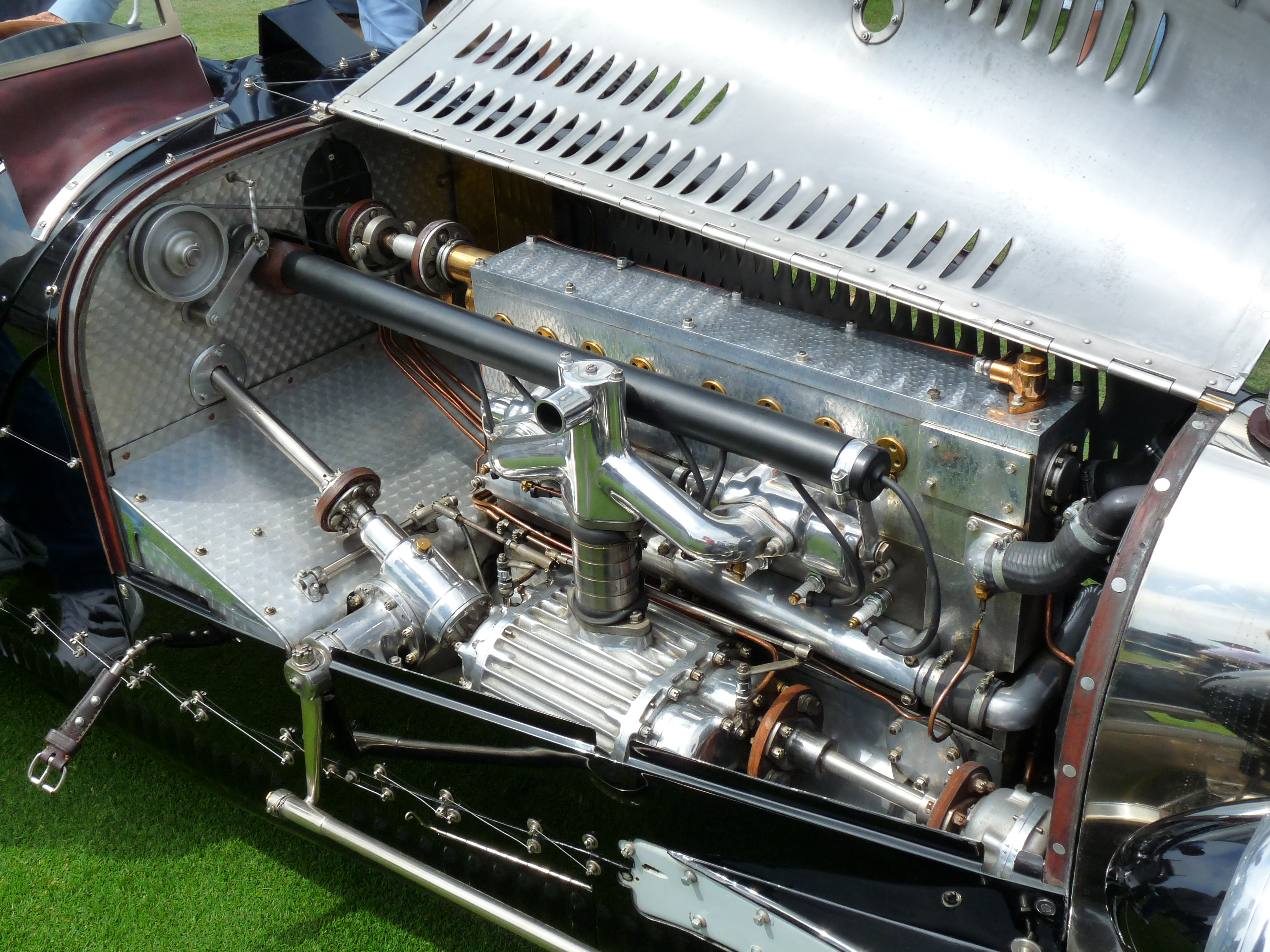
タイプ35B (1927)のエンジン部。芸術的にデザインされたエンジンルーム。
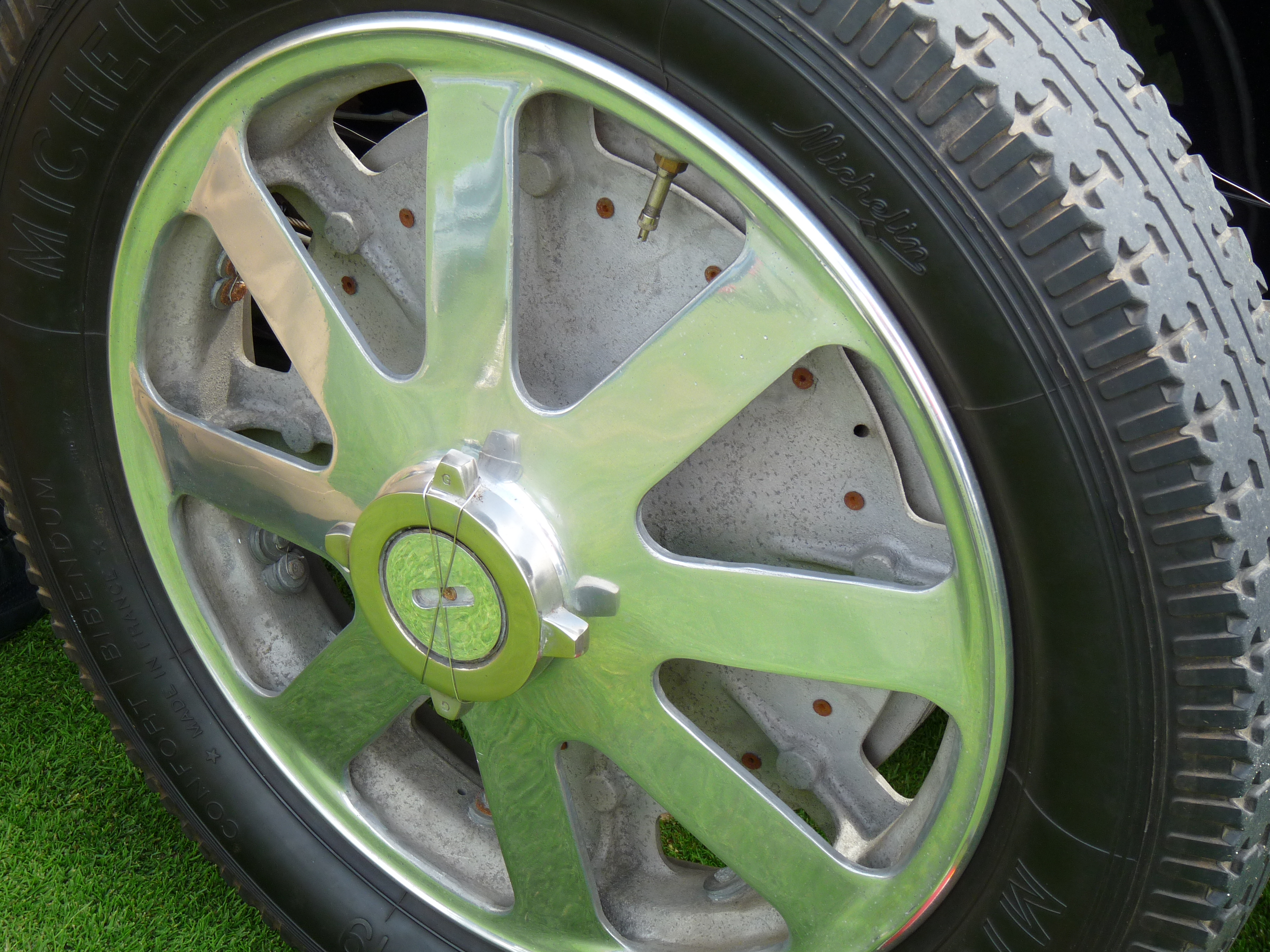
タイプ35のドラムブレーキと一体化したアルミホイール。
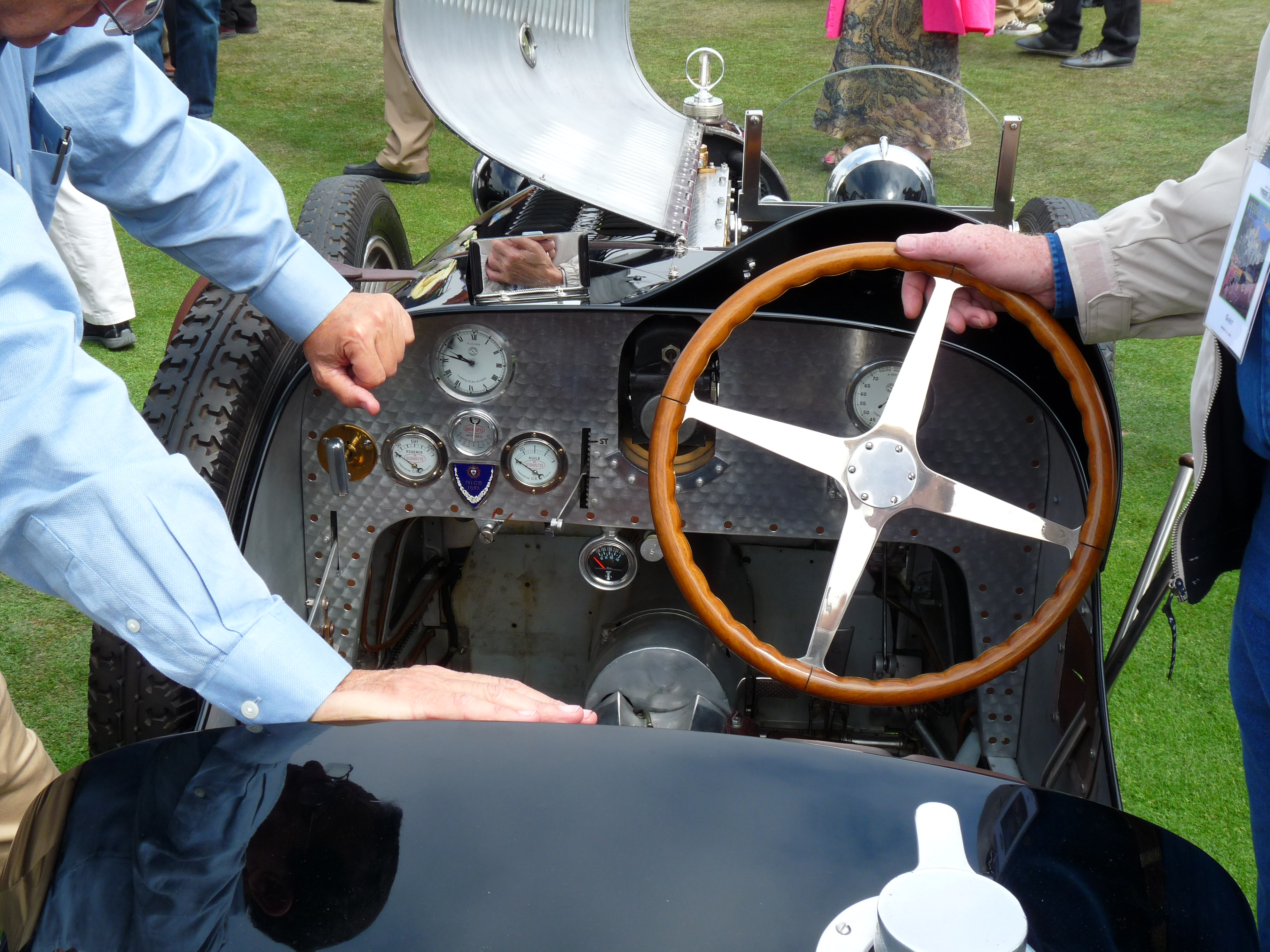
タイプ35Bのインストゥルメント・パネル
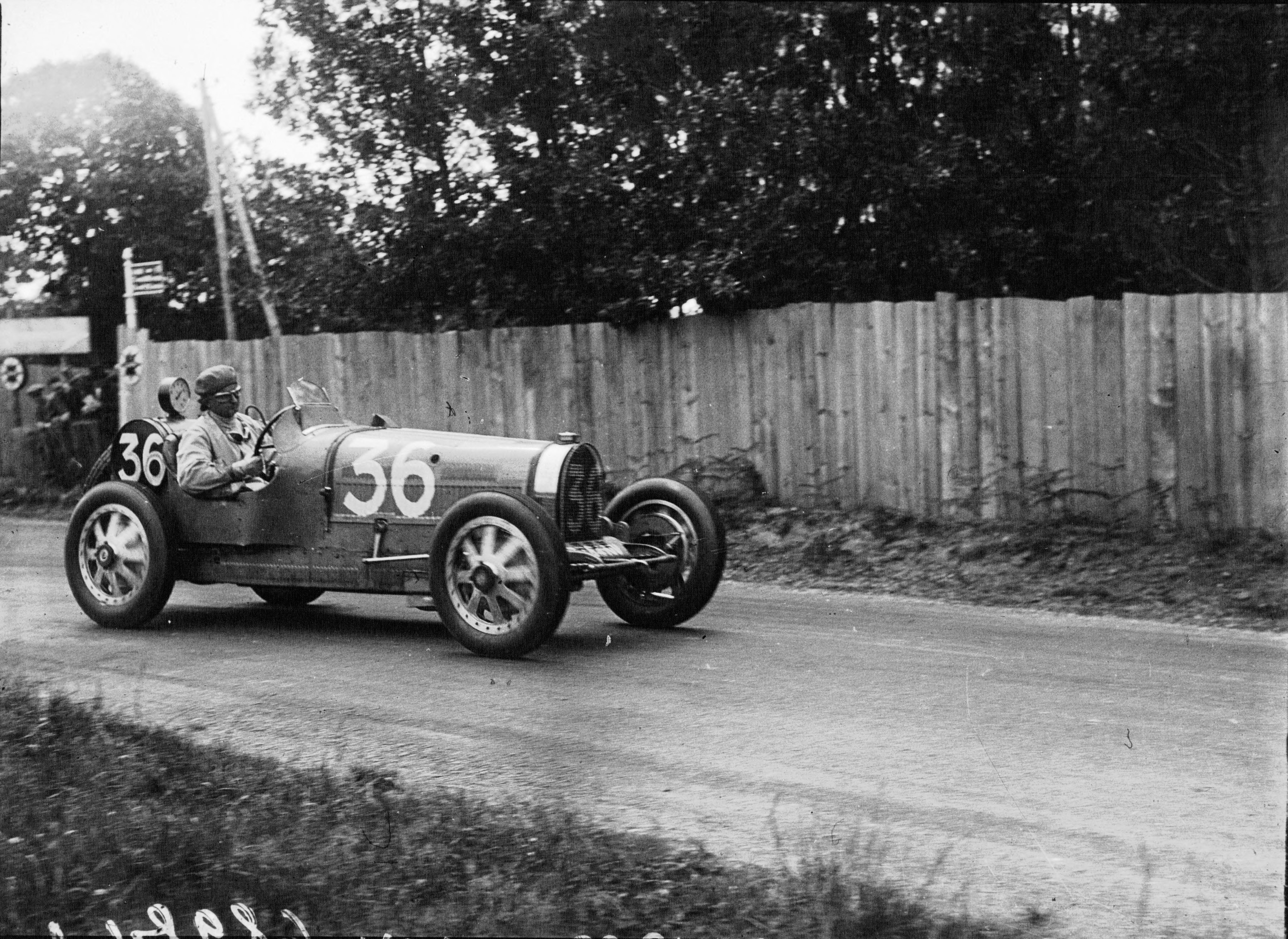
1929年のフランス・グランプリで優勝したウィリアム・ウィリアムスとタイプ35B
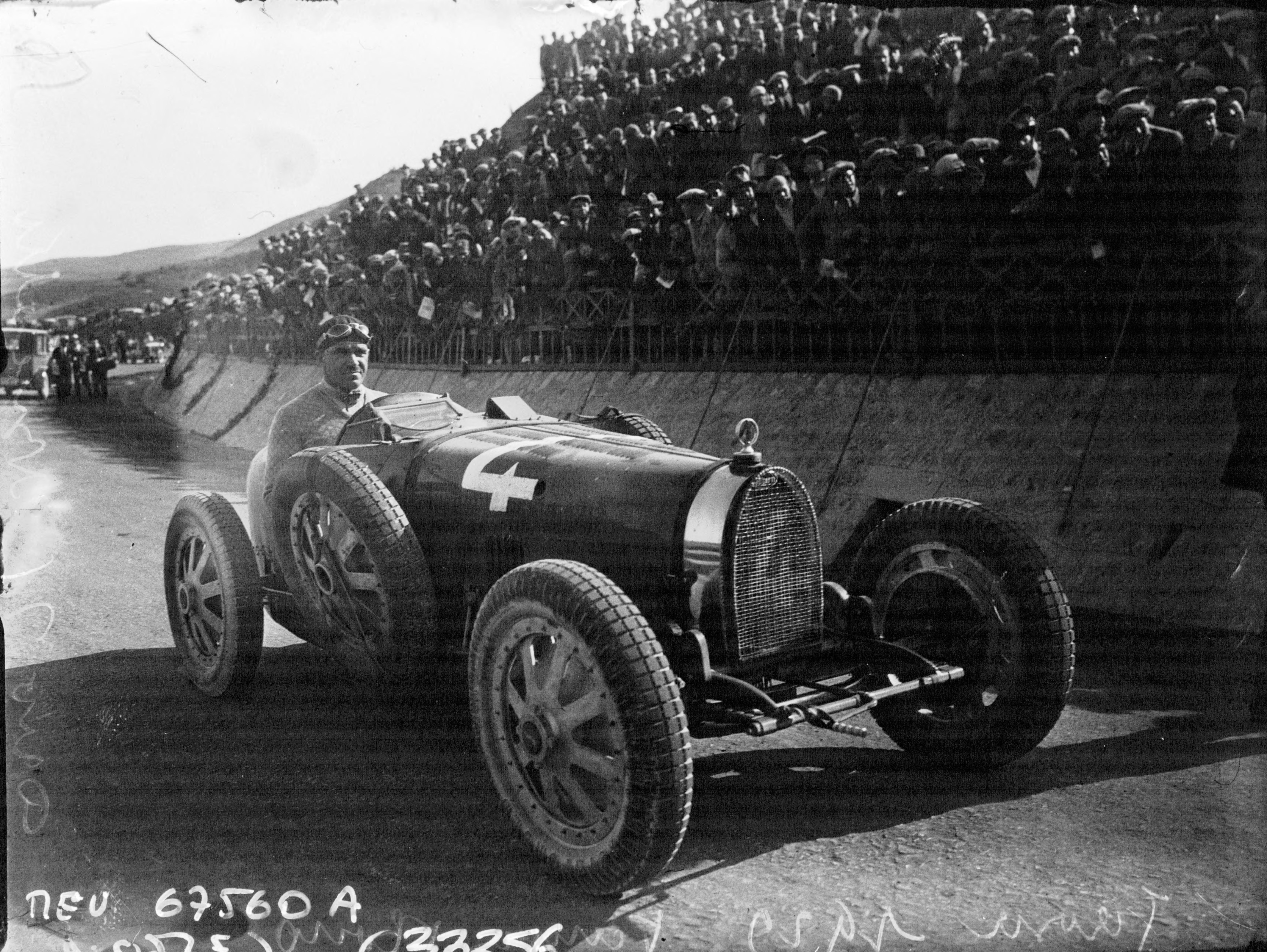
1929年のタルガ・フローリオでのアルベルト・ディーヴォとタイプ35
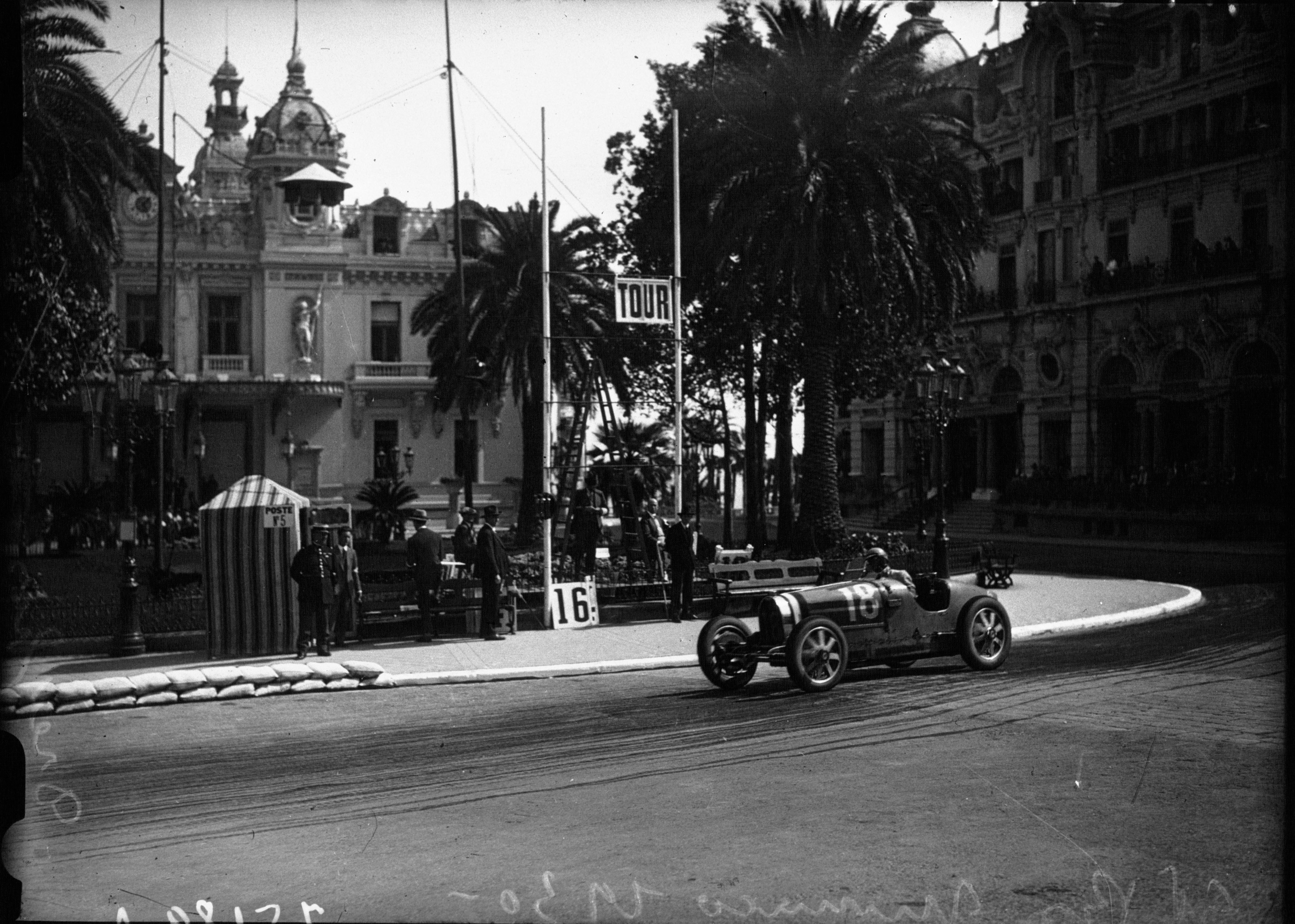
1930年のモナコ・グランプリでのルイ・シロンとタイプ35

## タイプ35A

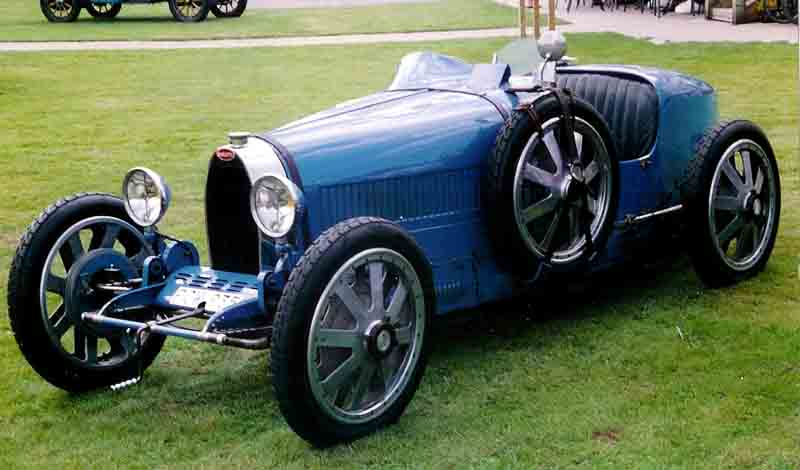
タイプ35A (1925)

タイプ35の廉価版として1925年5月に登場した。人工宝石のメーカーに因んでテクラというニックネームで呼ばれた。エンジンにはタイプ38と同じ一般的な3つの平軸受、小径バルブ、タイプ30と同じ点火系が用いられた。整備はしやすくなると同時に出力も低下。139台が生産された。

## タイプ35C

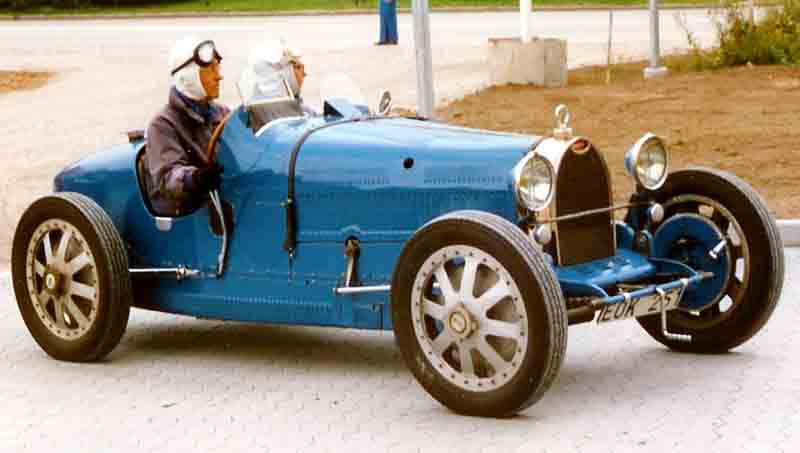
タイプ35C (1926)

エットーレ・ブガッティは過給器を嫌っていたが、35Cはルーツ式スーパーチャージャーが搭載された。出力はゼニスのシングル・キャブレターで128hp(95kW)を発揮した。タイプ35Csは1928年と1930年のフランス・グランプリで優勝した。50台が生産された。

## タイプ35T

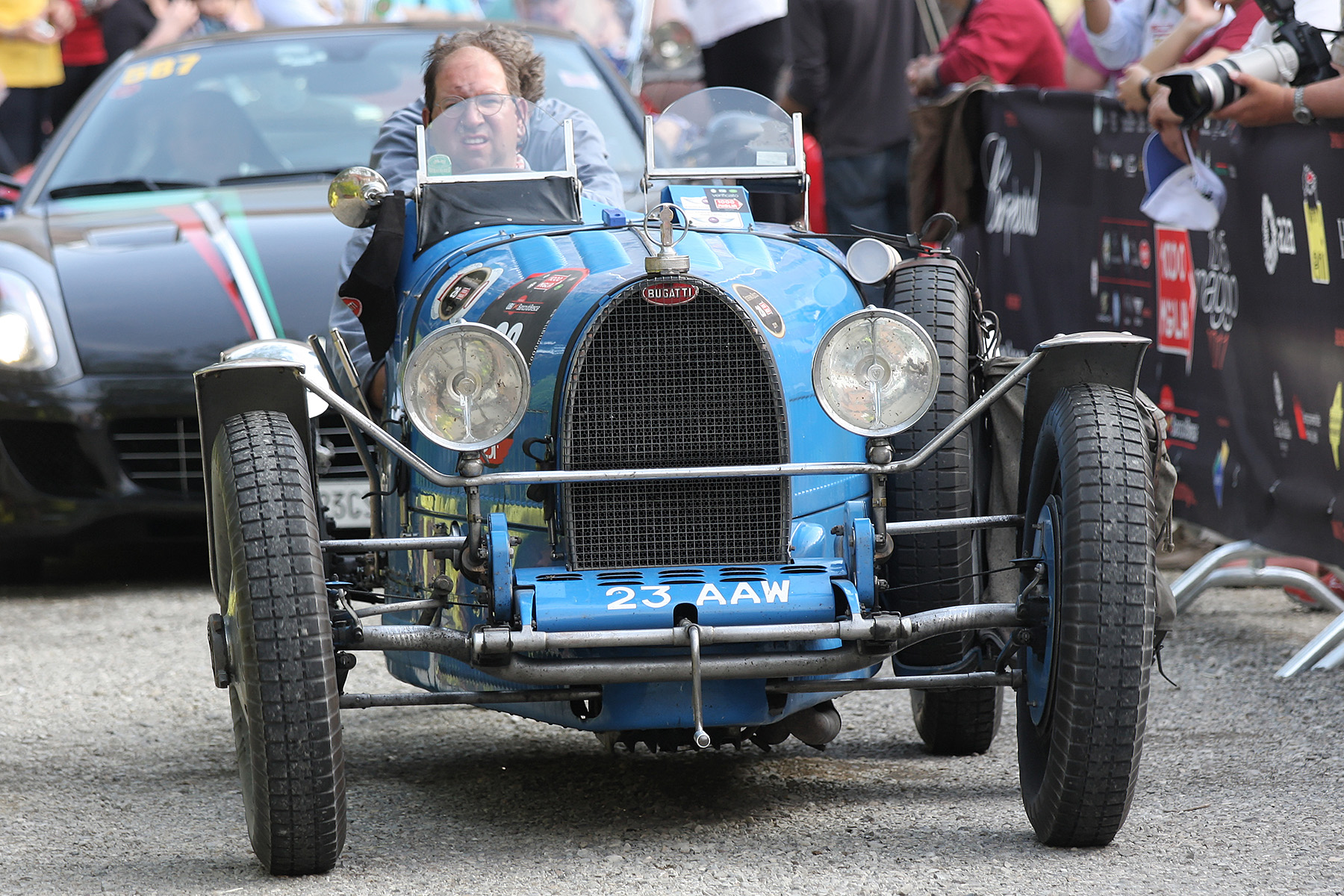
タイプ35T (1926)

1926年のタルガ・フローリオに向けてブガッティはスペシャルモデルを制作した。
タイプ35Tと呼ばれたこのモデルはすぐにタルガ・フローリオとして知られるようになった。Tはタルガ・フローリオの頭文字である。エンジンはストロークを100mmに伸ばして2,262ccに拡大された。グランプリはこのモデルの登場によって上限排気量を2リッターに変更したため、わずか13台が生産されただけにとどまった。

## タイプ35B

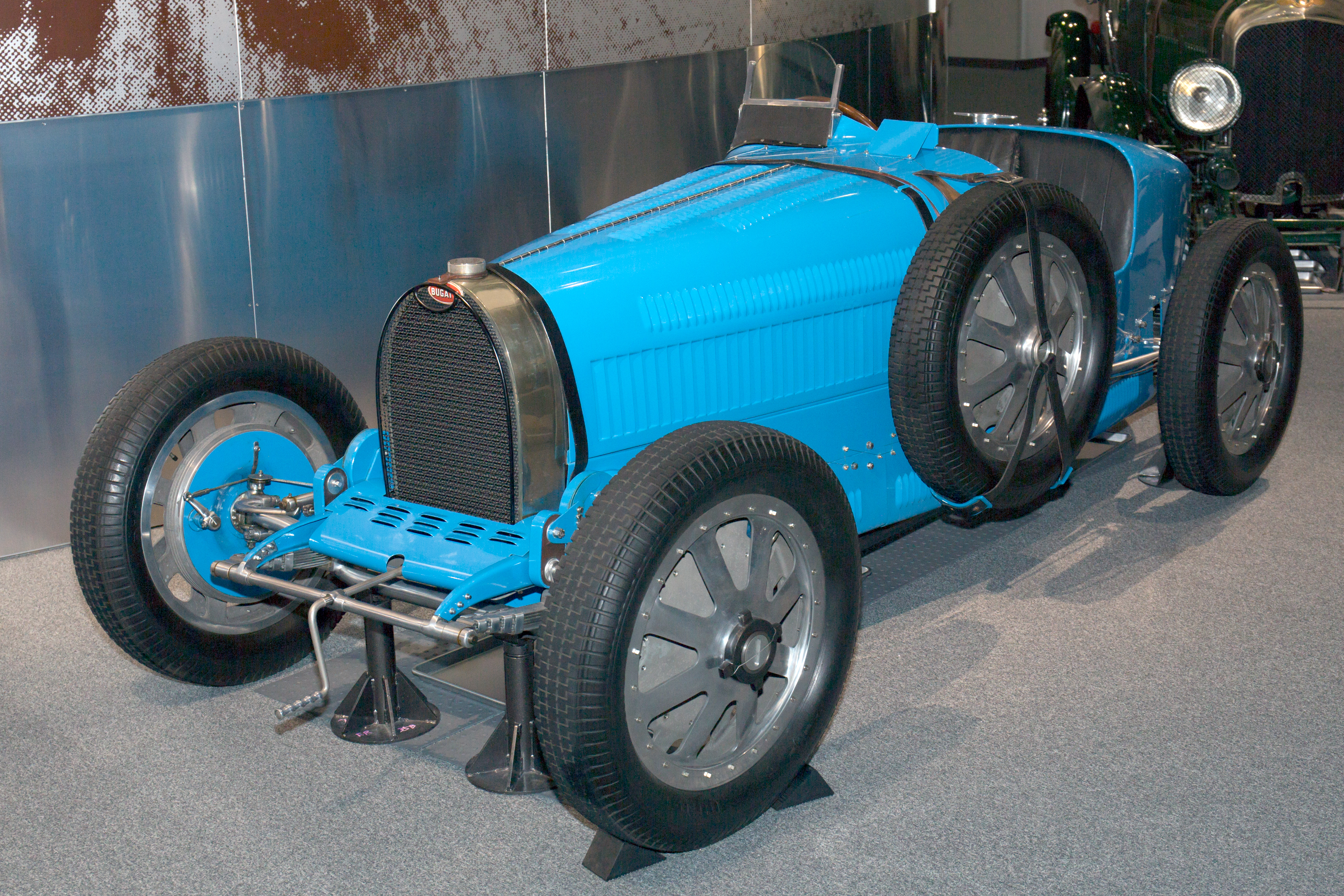
タイプ35B (1926)

タイプ35シリーズの最後となる35Bは1927年に登場した。元々はタイプ35TCと呼ばれていた。35Tの2.3リッターエンジンに35Cと同じ大型スーパーチャージャーを装備して、130hp(97kW)の出力を達成し、45台が生産された。ラジエーター、ブレーキ・ドラム、タイヤも大型化。1929年のフランス・グランプリで優勝している。

## タイプ37

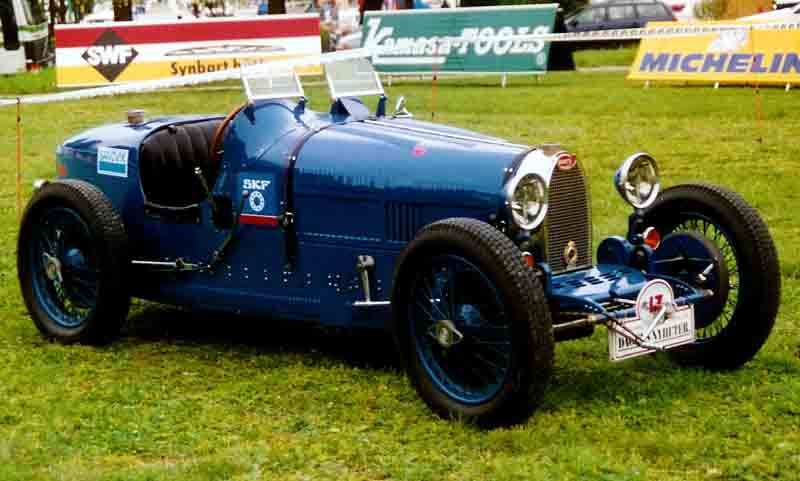
タイプ37 (1928)

タイプ35のシャシーとボディを使用したスポーツカーがタイプ37である。1,496ccの直列4気筒の新エンジンを搭載し、290台を生産した。このエンジンはSOHCの3バルブで60hp(44kW)を発揮し、タイプ40にも使用された。

## タイプ37A

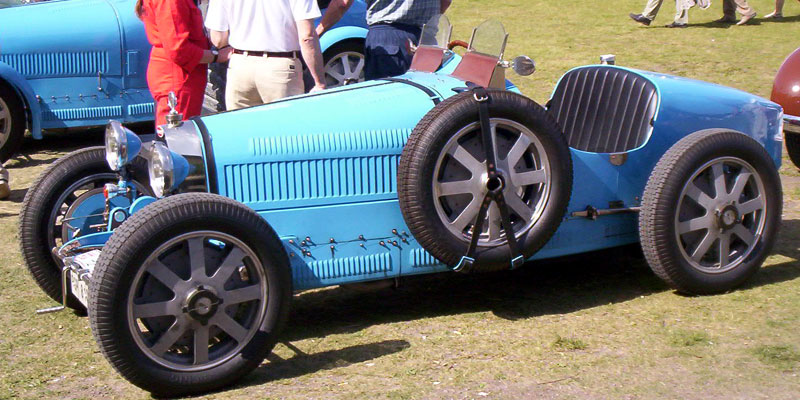
タイプ37A (1929)

タイプ37のスーパーチャージャー版で67台生産。出力は80-90hp(60-67kW)。大きくなったドラムブレーキのカバーを持つ。

## タイプ39
当初はタイプ35Cの1バージョンとして計画されていた。
エンジンはストローク66mmに短縮したショートストロークの1,493ccだがボールベアリングは使用されていた。10台生産。ボアφ51.3mmに縮小した1,092cc版も生産された。